# Ironman Suède
L'Ironman Suède  est une compétition de triathlon longue distance créée en 2012 et qui se tient annuellement au mois d'août à Kalmar en Suède. Il prend la suite du Kalmar-Triathlon créé en 1994. Qualificatif pour le championnat du monde d'Ironman à Kona (Hawaï), la compétition sert également de support au championnat national longue distance.

## Histoire
| \| kalmar · Depuis 1994 \| Localisation de l'épreuve |
| kalmar · Depuis 1994                                 |

## Palmarès

### Ironman Suède
| Année | Médaille d'or            | Temps           | Médaille d'argent | Temps           | Médaille de bronze      | Temps           |
| ----- | ------------------------ | --------------- | ----------------- | --------------- | ----------------------- | --------------- |
| 2022  | Alistair Brownlee        | 7 h 38 min 47 s | Pieter Heemeryck  | 7 h 46 min 38 s | Franz Löschke           | 7 h 49 min 17 s |
| 2019  | Boris Stein              | 7 h 49 min 14 s | Denis Chevrot     | 7 h 51 min 0 s  | Mathias Lyngsø Petersen | 7 h 52 min 29 s |
| 2017  | Clemente Alonso McKernan | 8 h 7 min 48 s  | Cameron Wurf      | 8 h 8 min 58 s  | Esben Hovgaard          | 8 h 25 min 18 s |
| 2015  | Patrik Nilsson           | 8 h 8 min 5 s   | Dougal Allan      | 8 h 25 min 33 s | Karl-Johan Danielsson   | 8 h 38 min 7 s  |
| 2014  | Horst Reichel            | 8 h 13 min 1 s  | Viktor Zyemtsev   | 8 h 19 min 17 s | Tom Lowe                | 8 h 19 min 23 s |
| 2013  | Pedro Gomes              | 8 h 19 min 30 s | David Pleše       | 8 h 22 min 1 s  | Anton Blokhin           | 8 h 26 min 9 s  |
| 2012  | Jan Raphael              | 8 h 4 min 1 s   | Dorian Wagner     | 8 h 8 min 6 s   | Horst Reichel           | 8 h 10 min 12 s |

| Année | Médaille d'or   | Temps           | Médaille d'argent              | Temps           | Médaille de bronze | Temps           |
| ----- | --------------- | --------------- | ------------------------------ | --------------- | ------------------ | --------------- |
| 2024  | Marlene De Boer | 8 h 39 min 31 s | Katrine Graesboell Christensen | 8 h 41 min 27 s | Henrike Gueber     | 8 h 42 min 39 s |
| 2023  | Lisa Nordén     | 8 h 47 min 2 s  | Justine Mathieux               | 8 h 54 min 20 s | Susie Cheetham     | 8 h 56 min 16 s |
| 2018  | Corinne Abraham | 8 h 45 min 6 s  | Åsa Lundström                  | 8 h 54 min 35 s | Camilla Lindholm   | 9 h 1 min 3 s   |
| 2016  | Kristin Möller  | 9 h 14 min 39 s | Lucie Reed                     | 9 h 21 min 31 s | Caroline Lehrieder | 9 h 24 min 30 s |
| 2015  | Astrid Stienen  | 9 h 12 min 27 s | Camilla Lindholm               | 9 h 18 min 5 s  | Mette Moe          | 9 h 28 min 16 s |
| 2014  | Leanda Cave     | 8 h 56 min 50 s | Erika Csomor                   | 9 h 30 min 4 s  | Camilla Lindholm   | 9 h 31 min 38 s |
| 2013  | Jodie Swallow   | 8 h 54 min 1 s  | Eva Nyström                    | 9 h 17 min 56 s | Britta Martin      | 9 h 22 min 18 s |
| 2012  | Åsa Lundström   | 9 h 13 min 27 s | Dana Wagner                    | 9 h 22 min 32 s | Emi Sakai          | 9 h 34 min 36 s |

### Kalmar-Triathlon
| Année | Médaille d'or         | Médaille d'argent | Médaille de bronze    |
| ----- | --------------------- | ----------------- | --------------------- |
| 2011  | Pontus Lindberg       | Erik Strand       | Ted Ås                |
| 2010  | David Näsvik          | Pontus Lindberg   | Antti Antonov         |
| 2009  | Clas Björling         | Ted Ås            | Kristian Hallsten     |
| 2008  | Mika Luoto            | Ted Ås            | Johan Lundin          |
| 2007  | Ted Ås -2-            | Christian Månsson | David Näsvik          |
| 2006  | Niklas Nilsson -3-    | Christian Månsson | David Näsvik          |
| 2005  | Ted Ås -1-            | Christian Månsson | Christian Kirchberger |
| 2004  | Niklas Nilsson -2-    | Ted Ås            | Christian Månsson     |
| 2003  | Niklas Nilsson -1-    | Thomas Beck       | Anders Höglund        |
| 2002  | Clas Myrestam -2-     | Jerker Mattsson   | Christian Kirchberger |
| 2001  | Christian Kirchberger | Ted Ås            | Jonas Larsson         |
| 2000  | Clas Myrestam -1-     | Patrik Gustavsson | Robert Schelin        |
| 1999  | Anssi Lehtinen -3-    | Pasi Ponsiluoma   | Ville Vickholm        |
| 1998  | Anssi Lehtinen -2-    | Ville Vickholm    | Pasi Ponsiluoma       |
| 1997  | Anssi Lehtinen -1-    | Clas Myrestam     | Ville Vickholm        |
| 1996  | Jonas Colting         | Martin Eriksson   | Anders Nilsson        |
| 1995  | Tomas Gustavsson      | Lars Mattsson     | Rikard Hedelin        |
| 1994  | Lars Mattsson         | Tomas Gustavsson  | Jan Lundström         |

| Année | Médaille d'or     | Médaille d'argent  | Médaille de bronze |
| ----- | ----------------- | ------------------ | ------------------ |
| 2011  | Camilla Larsson   | Linda Eriksson     | Ulrika Eriksson    |
| 2010  | Helene Malmkvist  | Emma Lindwall      | Linda Eriksson     |
| 2009  | Eva Nyström -3-   | Camilla Larsson    | Christine Wageborn |
| 2008  | Therese Omme      | Helene Malmkvist   | Diana Riesler      |
| 2007  | Camilla Lindholm  | Kristin Lie        | Christine Wageborn |
| 2006  | Eva Nyström -2-   | Victoria Persson   | Camilla Lindholm   |
| 2005  | Jona Dahlqvist    | Eva Nyström        | Linda Nyberg       |
| 2004  | Eva Nyström -1-   | Jona Dahlqvist     | Lena Karlsson      |
| 2003  | Anna Kortelainen  | Carin Uhlin        | Mimmi Andersson    |
| 2002  | Sofie Dovrén      | Mette Eriksen      | Jona Dahlqvist     |
| 2001  | Britta Widén      | Lena Karlsson      | Kerstin Johansson  |
| 2000  | Karin Forsberg    | Lise-Lotte Larsson | Lena Karlsson      |
| 1999  | Anna Svärdström   | Marina Lindgren    | Erika Heintz       |
| 1998  | Marina Lindgren   | Sari Vuorinen      | Lena Karlsson      |
| 1997  | Anette Lunde      | Marina Lindgren    | Anna Engman        |
| 1996  | Ulrika Wånggren   | Viktoria Johnsson  |                    |
| 1995  | Viktoria Johnsson |                    |                    |
| 1994  | Sabine Lang       |                    |                    |